# Benjamín Herrera (actor)
Benjamín Herrera es un actor colombiano de cine y televisión, reconocido principalmente por haber interpretado el papel de Ramoncito Vargas en la serie de televisión Dejémonos de vainas entre 1984 y 1997.

## Carrera

### Dejémonos de vainas
La carrera como actor de Herrera inició a una temprana edad cuando fue escogido para interpretar el papel de Ramoncito Vargas, el hijo de menor de una familia bogotana de clase media en la popular serie de televisión Dejémonos de vainas. Interpretó a este personaje entre 1984 y 1997, fecha en la que los productores del mismo decidieron alejarlo del elenco por sus constantes problemas de alcoholismo.
Tras su experiencia en Dejémonos de vainas, Herrera se alejó temporalmente del mundo de la farándula principalmente por su adicción al alcohol. Una de sus hermanas lo llevó a un centro de rehabilitación cerca de la ciudad de Bogotá llamado Narconon, donde tras una recaída, pudo controlar su adicción. Esto le permitió regresar a la televisión nacional luego de trabajar como voluntario en la mencionada fundación.

### Regreso a los medios
En 2011 participó en el reality de televisión La granja Tolima, coronándose como ganador del concurso. Ese mismo año protagonizó un episodio de la serie Tu voz estéreo.
En el año 2017 fue estrenada la película Armero, debut de Herrera en el cine. El largometraje, basado en la tragedia ocurrida en el municipio de Armero en 1985 ocasionada por la erupción del Nevado del Ruiz, fue dirigido por Christian Mantilla. Herrera interpretó el papel de Ramiro, un mecánico y recolector de algodón que vive en carne propia la catástrofe de su municipio.